# Берлінський конгрес

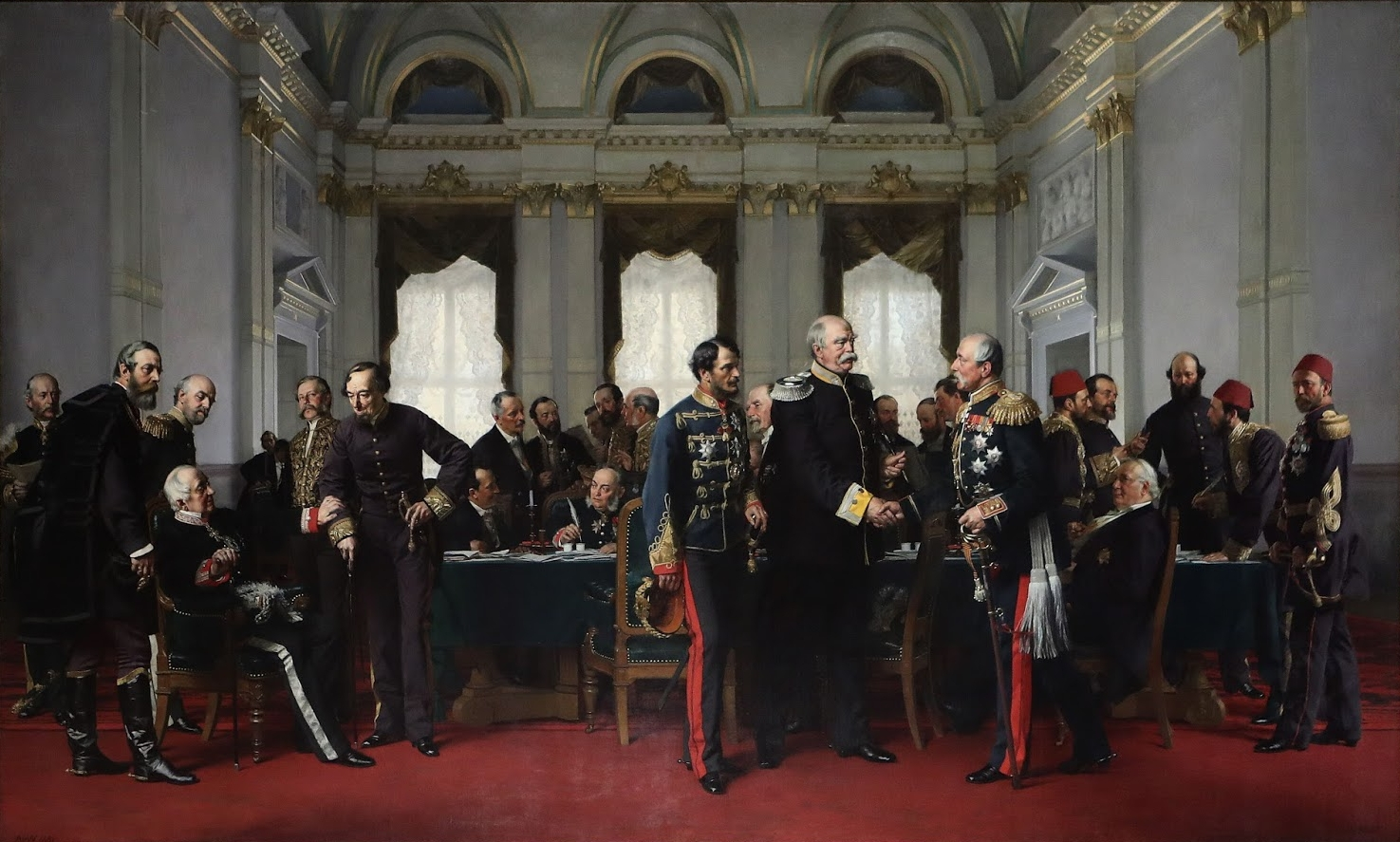
Берлінський конгрес

Берлінський конгрес — міжнародний конгрес, що відбувся 13 червня — 13 липня 1878 року і був скликаний для перегляду умов Сан-Стефанського мирного договору 1878, який підсумував політичні наслідки Російсько-турецької війни 1877—1878 років.
Ініціаторами конгресу були Австро-Угорська імперія та Велика Британія, які виступили проти посилення позицій Російської імперії на Балканах, проти національного визволення слов'янських народів Балканського півострова, особливо проти утворення розлогої слов'янської держави — Великої Болгарії. Російська імперія під загрозою війни з Великою Британією та Австро-Угорською імперією, ослаблена щойно завершеною війною з Османською імперією і не підтримана Німецькою імперією, була змушена погодитися на скликання конгресу.

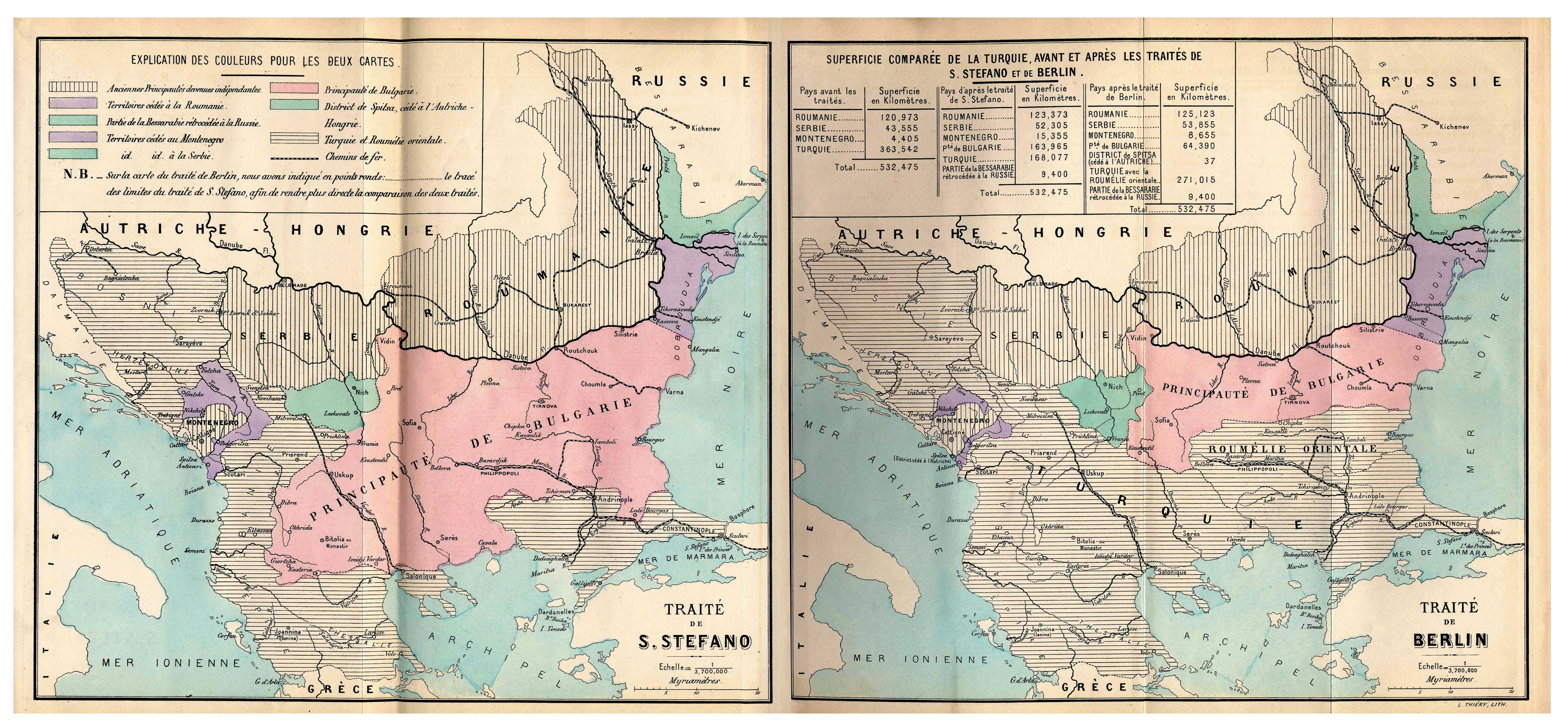
Балкани після конгресів у Берліні та Сан-Стефано

У роботі конгресу взяли участь представники Російської імперії, Великої Британії, Австро-Угорської імперії, Німецької імперії. Були присутні також делегації Французької республіки, Королівства Італія та Османської імперії. На конгрес були запрошені представники Грецького королівства, Персії, Румунії, Князівства Чорногорія, Князівства Сербія.
Берлінському конгресу передував ряд угод. 18 (30 травня) 1878 відбулася секретна британо-російська угода, що зумовила в загальних рисах умови перегляду Сан-Стефанський договору. 23 травня (4 червня) Велика Британія підписала секретну конвенцію з Османською імперією, за якою Османська імперія передавала їй важливий стратегічний пункт — острів Кіпр, Велика Британія ж зобов'язалася захищати османські володіння в Азії. Британо-австро-угорська угода 25 травня (6 червня) визначила загальну лінію поведінки обох держав на конгресі.
Головував на конгресі німецький канцлер Бісмарк. Найважливіші питання зазвичай попередньо вирішувались на приватних нарадах представників Німецької імперії, Великої Британії, Австро-Угорської імперії та Російської імперії, делегації яких очолювали відповідно Бісмарк, прем'єр-міністр Бенджамін Дізраелі, міністр закордонних справ Д. Андраші та канцлер А. М. Горчаков.
Суперечки йшли здебільшого з приводу Болгарії, територію якої, визначену Сан-Стефанським договором, Австро-Угорська імперія і Велика Британія бажали урізати до мінімуму, про Боснію та Герцеговину, на які претендувала Австро-Угорська імперія, і про території у Закавказзі, яке відійшло від Османської імперії до Російської імперії, проти чого протестувала Велика Британія.
Підсумком конгресу стало підписання Берлінського трактату, за яким Болгарію було поділено на три частини; Фракія та Албанія залишалися за Османською імперією; визнано незалежність Князівства Чорногорія, Князівства Сербія та Румунії. Масове невдоволення балканських слов'ян рішеннями конгресу викликало Кресненско-Разрожське повстання.